# Wiesław Wiszniewski
Wiesław Wiszniewski (ur. 15 maja 1971 w Dunajku) – polski seryjny morderca działający w Warszawie w okresie od grudnia 1998 do lutego 1999 roku. Zamordował osiem starszych kobiet, a zbrodnie te zostały popełnione na tle rabunkowym. 

## Młodość
Wiszniewski pochodził z wielodzietnej rodziny. Ojciec znęcał się fizycznie nad nim od najmłodszych lat. Gdy miał dziewięć lat, dopuścił się pierwszej kradzieży – ukradł klasery ze znaczkami, które sprzedał, a za otrzymane pieniądze kupił słodycze. Gdy dorósł, opuścił rodzinne strony i zamieszkał w Warszawie, gdzie pracował jako stolarz. Niedługo później, został skazany na karę więzienia za liczne włamania. Po wyjściu z więzienia, popadł w alkoholizm. 

## Morderstwa
Pod koniec 1998 roku, Wiszniewski ze wspólnikami dokonał dwunastu napadów na starsze kobiety, z czego osiem zakończyło się śmiercią napadniętych kobiet. Członkami jego grupy byli: Grażyna Łakatosz, taksówkarz Jarosław Byszewski oraz Ewa Jarzynka – prywatnie dziewczyna Wiszniewskiego. Grupa miała opracowany schemat działania. We czwórkę jeździli taksówką Byszewskiego po Warszawie i wypatrywali idących samotnie staruszek. Cechą wspólną wszystkich ofiar był niski wzrost – między 140, a 160 cm, co miało zminimalizować ryzyko stawiania oporu, a także wiek powyżej 75 lat. Każda z ofiar była schorowana i mieszkała samotnie. Po wytypowaniu ofiary, śledzono ją aż dotarła do swojego mieszkania. Byszewski zawsze pozostawał w samochodzie na czatach. Pozostała trójka pod różnymi pretekstami wchodziła do mieszkania ofiary. Wiszniewski atakował staruszki tuż po wejściu do ich mieszkania, gdyż te gdy znajdowano je martwe, ciągle były ubrane w okrycie wierzchnie.  
Wiszniewski zadawał ofiarom wiele uderzeń w głowę, ręce i nogi, co powodowało wystąpienie szeregu drobnych obrażeń twarzy, a także dusił je. Krępował ręce i nogi ofiar za pomocą znalezionych w ich mieszkaniach przedmiotów – np. pasków lub pończoch. Do ust ofiar wpychał chusteczki lub inne materiały, w celu ich zakneblowania. Następnie twarze ofiar owijał taśmą klejącą, aby te nie mogły wypluć knebla. Powodowało to nierzadko przesunięcie protezy szczęki górnej w głąb gardła, czego następstwem było odcięcie dopływu powietrza do płuc, skutkujące zgonem. Gdy Wiszniewski mordował kobiety, Łakatosz i Jarzynka przeszukiwały mieszkania ofiar, w poszukiwaniu wartościowych przedmiotów. Wiszniewski ze wspólniczkami zabierał z miejsca zbrodni: pieniądze, biżuterię, drogie ubrania, mniejszy sprzęt RTV oraz alkohol. Łupami dzielili się w taksówce Byszewskiego. 

## Śledztwo i wyrok
Sprawcy napadów działali nieostrożnie. Pozostawili na miejscach zbrodni swe odciski palców. Odciski Wiszniewskiego odnaleziono na taśmach klejących, które owinięto wokół głów ofiar. Na tej podstawie wytypowano Wiszniewskiego jako głównego podejrzanego i aresztowano go 5 marca 1999 roku. Szybko ustalono jego wspólników. Po aresztowaniu, Wiszniewski zeznał policjantom, że niewiele pamiętał z morderstw, gdyż zawsze dokonywał ich pod wpływem alkoholu. Szczegółowy przebieg zbrodni przedstawiła w swych zeznaniach Ewa Jarzynka. 
22 listopada 2001 roku, Sąd Okręgowy w Warszawie skazał Wiszniewskiego na dożywocie. Sąd uznał, że morderstwa były w pełni zaplanowane, gdyż schorowane i starsze kobiety nie były w stanie stawić oporu młodemu i silnemu napastnikowi. O zwolnienie warunkowe będzie mógł się ubiegać po odbyciu 30 lat kary, czyli najwcześniej w 2029 roku. Grażyna Łakatosz została skazana na 15 lat więzienia, Jarosław Byszewski – 14 lat więzienia, a Ewa Jarzynka – 8 lat więzienia. Prawnik Wiszniewskiego wniósł apelację od wyroku, ale skazany napisał list do sądu z prośbą o oddalenie apelacji. Ostatecznie, wyrok utrzymano w mocy. Wiszniewski swój wyrok skomentował: Wyrok, jaki dostałem, chyba ucieszył i zadowolił wszystkich. 

## Ofiary
| Lp. | Ofiara             | Data             |
| --- | ------------------ | ---------------- |
| 1.  | Michalina D.       | 16 grudnia 1998  |
| 2.  | Wanda Peszko       | 21 grudnia 1998  |
| 3.  | Alicja Sowińska    | 29 stycznia 1999 |
| 4.  | Felicja Ratuszniak | 10 lutego 1999   |
| 5.  | Jadwiga Zalewska   | 16 lutego 1999   |
| 6.  | Regina Skalska     | 17 lutego 1999   |
| 7.  | Alicja Krych       | 19 lutego 1999   |
| 8.  | Zofia Dobosz       | 19 lutego 1999   |